# Сантрес
Сантре́с (фр. Centrès, окс. Centres) — коммуна во Франции, находится в регионе Окситания. Департамент — Аверон. Входит в состав кантона Носель. Округ коммуны — Родез.
Код INSEE коммуны — 12065.
Коммуна расположена приблизительно в 530 км к югу от Парижа, в 100 км северо-восточнее Тулузы, в 25 км к юго-западу от Родеза.

## Население
Население коммуны на 2008 год составляло 549 человек.
| 1962 | 1968 | 1975 | 1982 | 1990 | 1999 | 2008 |
| ---- | ---- | ---- | ---- | ---- | ---- | ---- |
| 937  | 1012 | 933  | 826  | 699  | 599  | 549  |

## Экономика

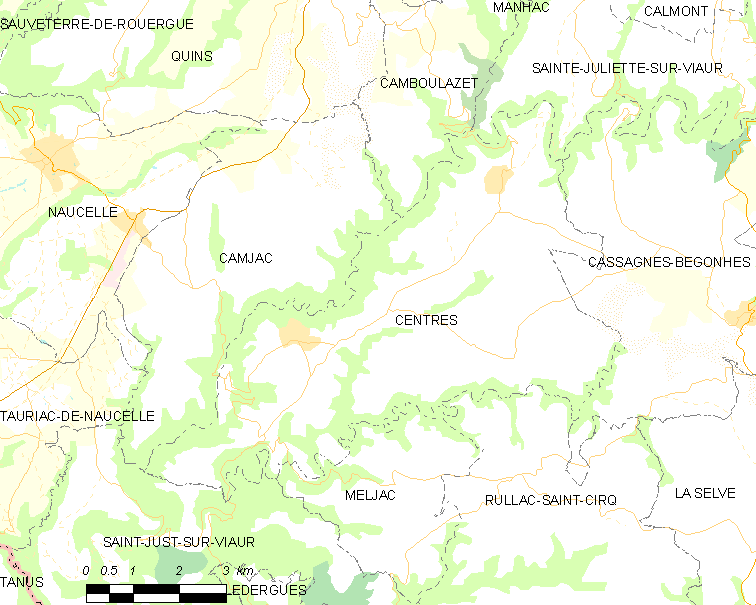
Карта коммуны

В 2007 году среди 288 человек в трудоспособном возрасте (15—64 лет) 206 были экономически активными, 82 — неактивными (показатель активности — 71,5 %, в 1999 году было 67,8 %). Из 206 активных работали 200 человек (119 мужчин и 81 женщина), безработных было 6 (3 мужчин и 3 женщины). Среди 82 неактивных 12 человек были учениками или студентами, 42 — пенсионерами, 28 были неактивными по другим причинам.